# Biblioteca Załuski

A Biblioteca Załuski (polaco: Biblioteka Załuskich, IPA: [ˌbʲiblʲjɔˈtɛka zaˈwuscix], latim: Bibliotheca Zalusciana) foi fundada em 1732 por dois bispos católicos, os irmãos Andrzej Stanisław Załuski e Józef Andrzej Załuski. Foi a primeira biblioteca pública na Polónia, e uma das primeiras bibliotecas deste tipo na Europa. Após a morte dos seus fundadores, a biblioteca foi, em 1780, oficialmente reconhecida como biblioteca nacional, sendo a sua missão reunir, catalogar e difundir o património documental polaco. Desde 1747 a sua sede tem sido o Palácio de Daniłowicz, hoje conhecido como a Casa dos Reis (em polaco: Dom pod Królami). 
A coleção da biblioteca cresceu, ao longo da sua atividade, de 200 mil até 400 mil documentos, entre os quais encontravam-se livros, mapas e manuscritos, obras de arte, instrumentos científicos, espécimes animais e botânicos. Constituía um centro dinâmico de vida científica e literária, o que se manifestava na organização de cursos e reuniões científicas, publicação de livros e apoio aos clubes de leitura. A Biblioteca Załuski estava aberta apenas para consulta local.
Depois do fim da Insurreição de Kościuszko em 1794, o acervo da biblioteca tornou-se num troféu de guerra e foi transferido para a Rússia, onde passou a fazer parte da Biblioteca Pública Imperial em São Petersburgo. No processo da transição uma parte do espólio foi roubada, parcialmente danificada e destruída, tendo chegado ao destino por volta de 260 mil volumes, 11 mil manuscritos e 24 mil e 500 gravuras. 
De acordo com uma das disposições do Tratado de Riga, entre 1921-1934, uns 50 mil itens restantes do acervo original foram devolvidos à Polónia e passaram a fazer parte da, fundada em 1928, Biblioteca Nacional da Polónia. Desse número só 1800 manuscritos e 30 mil volumes conseguiram sobreviver à Segunda Guerra Mundial.